# Dalbergia latifolia

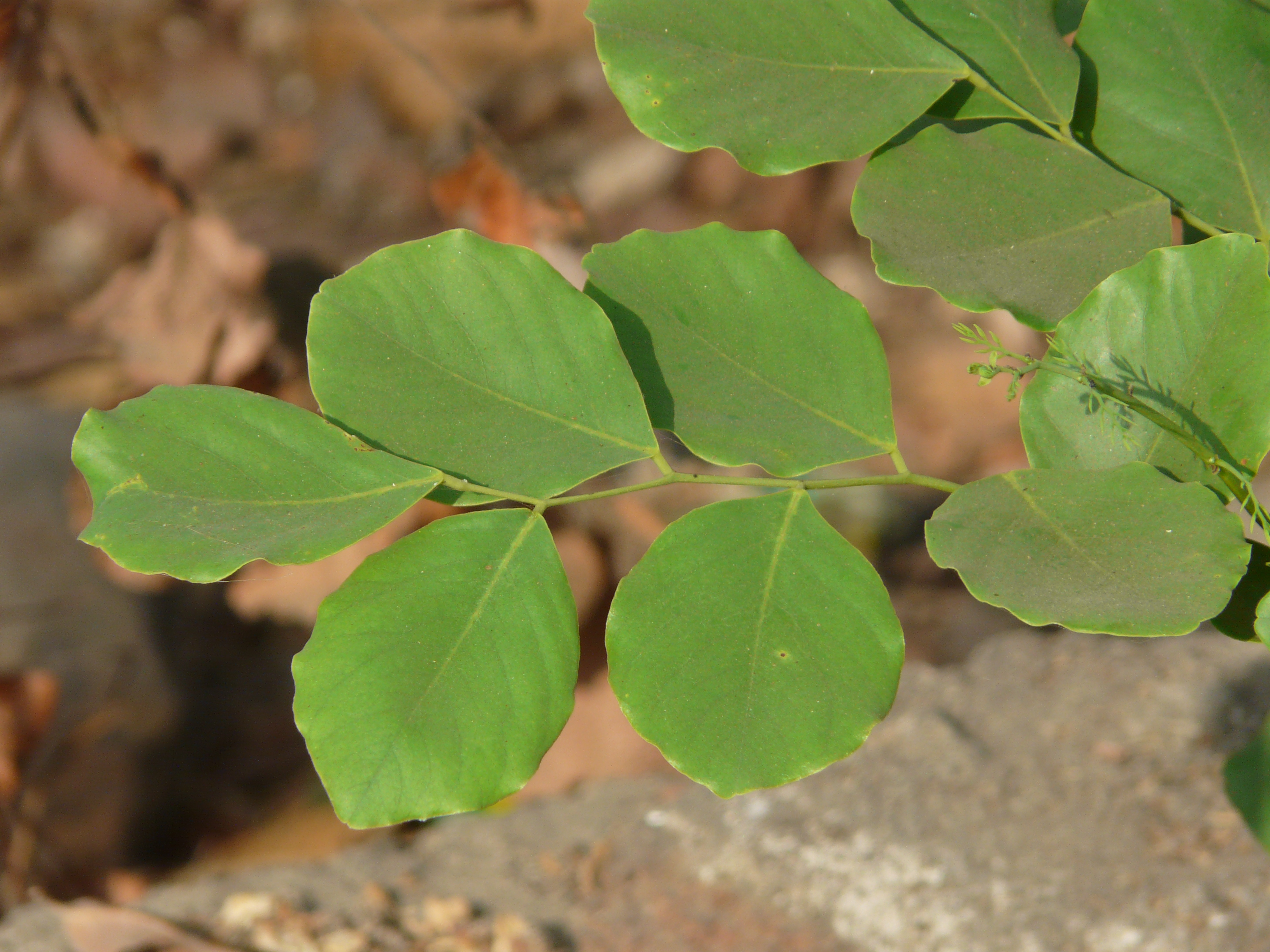
Hojas de la Dalbergia latifolia

Dalbergia latifolia, es una especie de planta fanerógama perteneciente a la familia de las fabáceas que tiene una madera noble de gran importancia económica.  La Dalbergia ha sido asignada recientemente al clado Dalbergieae.

## Distribución y hábitat
Es originaria de los terrenos poco elevados de la selva forestal monzónica del Este de la India. El principal nombre comercial en castellano es Palisandro de la India. Los nombres vernáculos más comunes son Beete y Sitsal. El árbol llega a los 40 m de altura y es de hoja perenne aunque localmente algunas poblaciones de la especie son caducifolias.

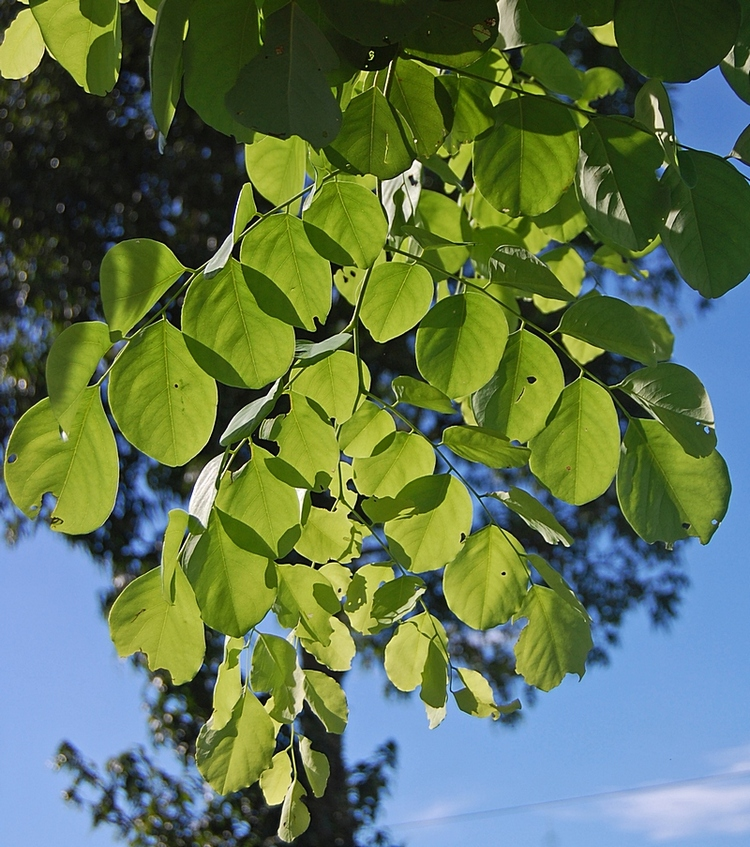
Hoja pinnadas compuesta de Dalbergia latifolia procedente de Java.

## Descripción
Tiene la hoja compuesta pinnada. La flor es arracimada con flores blancas. El árbol tiene la corteza gris que se pela en fibras largas. En las zonas  monzónicas de bosque caducifolio el árbol soporta fuertes sequías.

## Plagas
Padece el ataque del hongo Haematonectra haematococca que causa daño en las hojas y el duramen de la corteza, sobre todo en las plantaciones de la Isla de Java. En la India los árboles están sometidos a diversos daños causados por las especies de Phytophora, un género de moho acuático.

## Usos
El árbol Dalbergia latifolia produce una madera densa, dura y pesada. Si se cura bien, es resistente a los insectos y a la pudrición. Se cultiva como árbol de plantación forestal tanto en la India continental como en Java. Los bosques resultantes son muy espesos con masas homogéneas de la especie citada. El resultado es una madera comercial de gran aceptación con troncos derechos y de grano recto. Se utiliza para construir mobiliario de alto valor en manos de expertos ebanistas y también para fabricar instrumentos musicales de cuerda. Son muy apreciados los aparadores y armarios que suelen ser de chapa (no macizos), ya que así se trabaja y aprovecha mejor la madera. Se usa también para muebles de exterior, como madera curvada al vapor y para torneados (piezas de ajedrez, tacos de billar, etc)  En guitarras, la madera de Palosanto de la India se usa en guitarras de artesanía. En este caso se suele emplear para el fondo y la faja lateral.

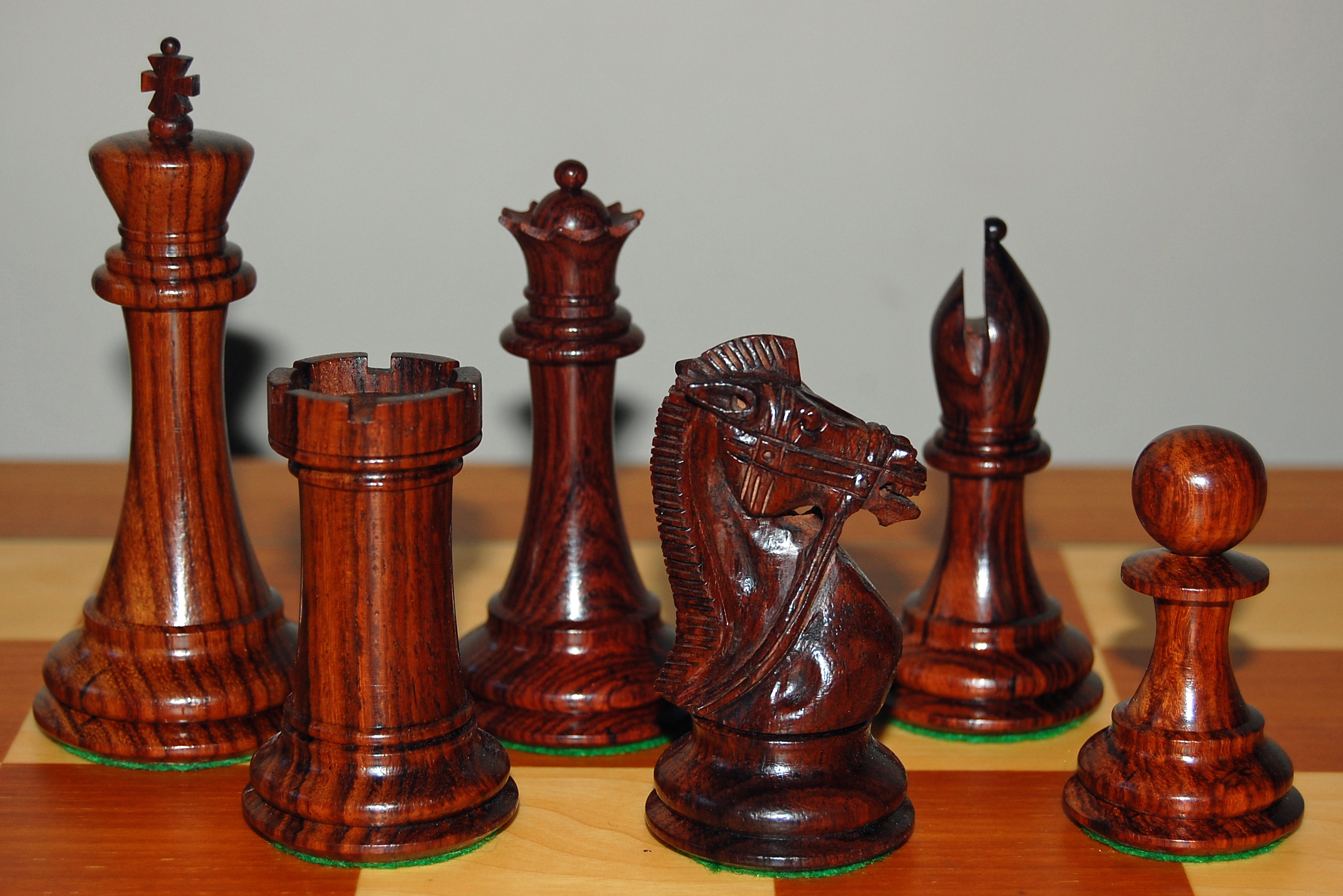
Piezas de ajedrez in Dalbergia latifolia, Palosanto de la India

Usos de la madera de Palosanto de India (Dalbergia latifolia) para instrumentos musicales
El Palosanto de la India (Dalbergia latifolia) es una madera noble que destaca por su belleza, su durabilidad y, sobre todo, por sus excepcionales propiedades acústicas. Es un material preciado en la construcción de instrumentos musicales de alta gama, especialmente en Instrumento de cuerda.
Propiedades sonoras
El Palosanto de la India es una madera para guitarra acústica  que se ha utilizado desde 1960, una de las maderas favoritas de luthiers y músicos de todo el mundo por sus propiedades sonoras.
Calidez y riqueza: sonido cálido, rico y profundo, con matices complejos que lo convierten en una madera ideal para instrumentos que buscan un tono expresivo y con gran personalidad.
Sustain y proyección: posee un buen sustain, lo que significa que las notas vibran durante un tiempo prolongado después de haber sido pulsadas o golpeadas, y una excelente proyección, permitiendo que el sonido del instrumento se escuche con claridad y potencia.
Versatilidad: se adapta a una amplia variedad de estilos musicales y se utiliza tanto en instrumentos clásicos como en instrumentos modernos, especialmente valorada para la construcción de guitarra clásica, acústica y también flamenca.
Partes del instrumento
Las propiedades sonoras del Palosanto de la India lo convierten en una madera ideal para la elaboración de diversas partes de los instrumentos musicales.
Fondos y aros: En algunos instrumentos como guitarras clásicas o acústicas, el cuerpo puede ser de Palosanto de la India, lo que aporta un sonido cálido y resonante.
Diapasones: En el diapasón, la pieza sobre la que se presionan las cuerdas, suele es muy utilizado el Palosanto de la India en guitarras, bajos y otros instrumentos de cuerda. Esto se debe a que su dureza y densidad aportan una durabilidad prolongada ante el desgaste provocado por el guitarrista al tocar.
Puentes: El puente, que es la pieza que transmite las vibraciones de las cuerdas al cuerpo del instrumento, también puede ser de esta madera en guitarra clásica y acústica.
Especies relacionadas
Existen especies relacionadas con el Palosanto de la India, cada una de ellas ofrece distintas características estéticas y sonoras. Bois de Rose, con sonido cálido, Cocobolo, con un buen sustain o Ziricote, con una amplia variedad de armónicos.

## Regulación comercial
Bajo la protección del 'Indian Forest Act' de 1927 el gobierno indio considera ilegal toda la exportación de esta madera que no sea de plantaciones (madera no cultivada). La fuerte demanda y los altos precios que esta valiosa madera tiene en el mercado maderero exigen una estricta vigilancia por parte de las Autoridades. Con anterioridad a esta fecha la extracción de 'Palosanto de la India' llevaba camino de su devastación. Hay que tener en cuenta que la especie tiene un crecimiento especialmente lento. Las plantaciones comerciales comenzaron en el siglo XIX pero no tuvieron mucha expansión debido a su largo ciclo económico. Solamente hay plantaciones en los países citados: India y Java.  Muchos usos de esta madera que en tiempos pasados fueron asequibles han tenido que utilizar otras variedades menos costosas, por ejemplo la Dalbergia sissoo  o Sisu). En concreto en la construcción de casas y cabañas prefabricadas.

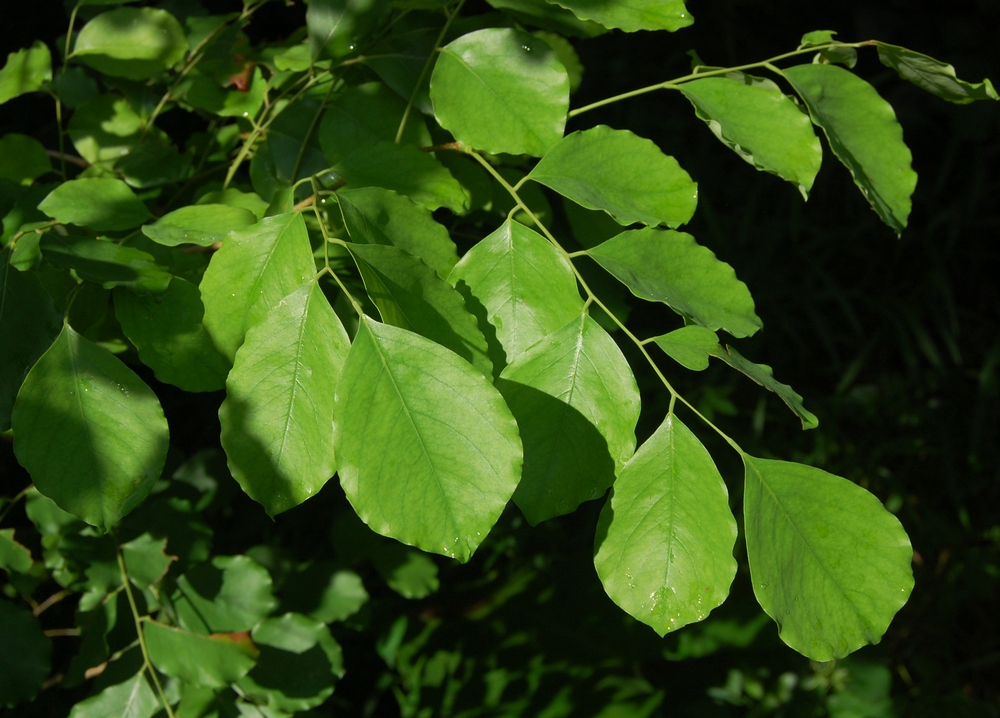
Hojas

## Taxonomía
El género fue descrito por William Roxburgh y publicado en Plants of the Coast of Coromandel 2: 7, pl. 113. 1798.
Sinonimia
- Amerimnon latifolium (Roxb.) Kuntze
- Dalbergia emarginata Roxb.[3][4]